# Caspian (gruppo musicale)
I Caspian sono un gruppo post-rock statunitense originario del Massachusetts e formatosi nel 2004.

## Storia del gruppo
Il gruppo nel gennaio 2005 ha firmato un contratto con la Dopamine Records, esordendo nel novembre seguente con l'EP You Are the Conductor. Il primo album in studio The Four Trees è uscito invece nell'aprile 2007.
Il successivo disco Tertia, uscito nell'estate 2009, segna il debutto sul mercato europeo.
Nel settembre 2012 esce Waking Season, disco prodotto da Matt Bayles, ex tastierista dei Minus the Bear.
Circa tre anni dopo, nel settembre 2015, esce il successivo album Dust and Disquiet.
I Caspian ritornano cinque anni dopo con l'album On Circles.

## Formazione
Attuale
- Philip Jamieson – chitarra, tastiera, sintetizzatore (2004-presente)
- Calvin Joss – chitarra, pedal steel guitar (2004-presente)
- Jonny Ashburn – chitarra (2009-presente)
- Jani Zubkovs – basso (2013-presente)
- Justin Forrest – batteria (2018-presente)

Ex componenti
- Chris Friedrich – basso (2004-2013)
- Joe Vickers – batteria (2004-2018)
- Erin Burke-Moran – chitarra (2007-2021)

## Discografia

### Album in studio
- 2007 - The Four Trees
- 2009 - Tertia
- 2012 - Waking Season
- 2015 - Dust and Disquiet
- 2020 - On Circles

### EP
- 2005 - You Are the Conductor
- 2008 - Caspian/Constants
- 2012 - Live at Old South Church
- 2013 - Hymn for the Greatest Generation